# Myra Bennett

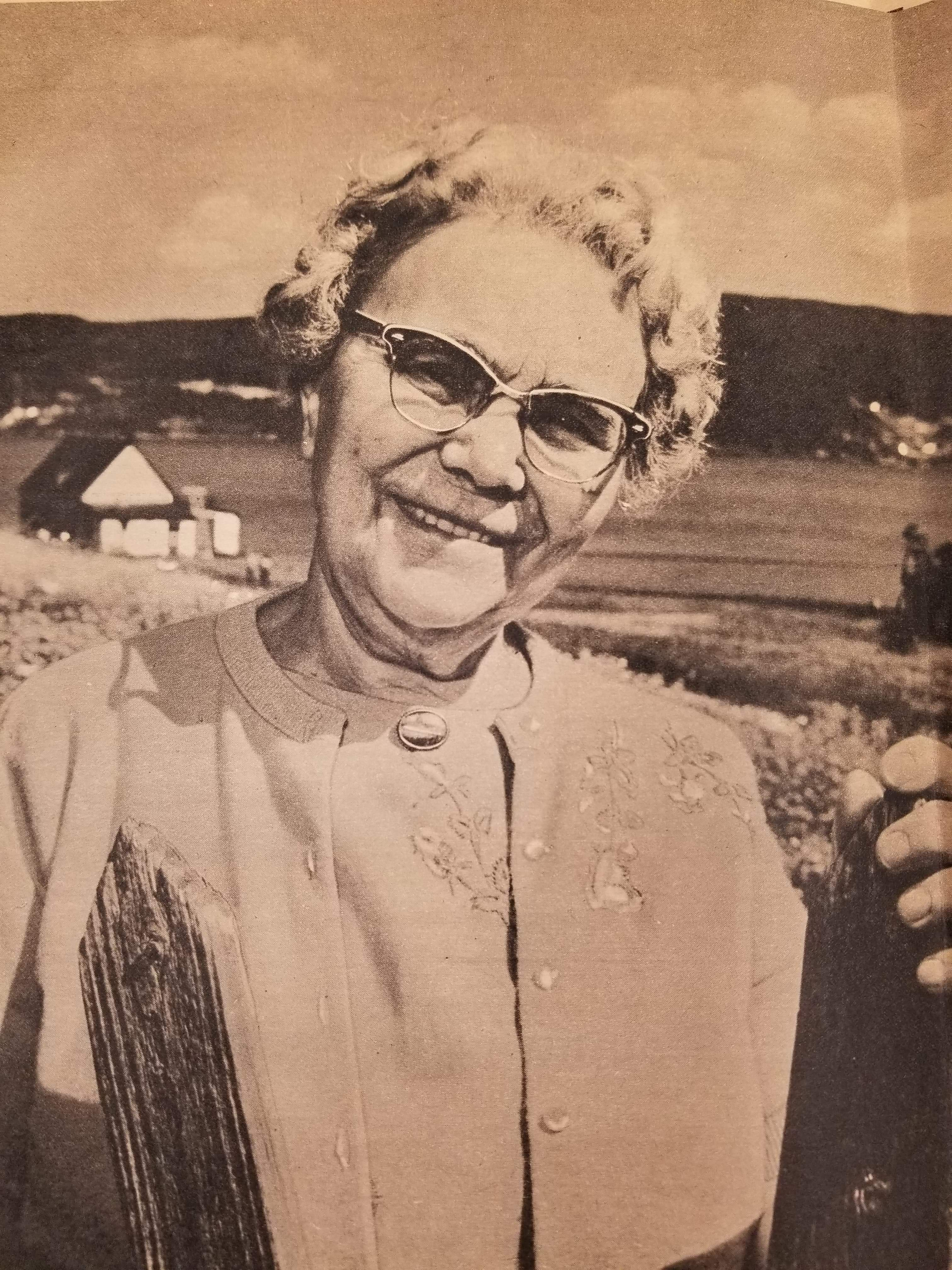
Myra Bennett, 1965

Myra Bennett, CM MBE (geb. Grimsley; * 1. April 1890 in London; † 26. April 1990 in Daniel’s Harbour, Neufundland, Kanada) war eine kanadische Krankenschwester und Hebamme. Sie wurde als die Florence Nightingale Neufundlands bezeichnet.
Während des Ersten Weltkriegs ließ sie sich in Woolwich zur Krankenschwester ausbilden, anschließend besuchte sie die Chapham School of Midwifery und wurde zusätzlich zur Hebamme ausgebildet. 1921 verließ sie England und ging nach Kanada um als District Nurse im Gebiet der Great Northern Peninsula auf Neufundland zu arbeiten. Sie ließ sich in Daniel’s Harbour nieder und heiratete.
Bennett versorgte als Krankenschwester und Hebamme die gesamte Halbinsel, arbeitete mit Hilfe ihres Mannes und der drei Kinder von ihrem Wohnhaus aus und behandelte dort auch Patienten. Über einen Zeitraum von 50 Jahren war sie völlig auf sich gestellt. Sie übernahm neben Geburten und Wundversorgungen entlang der 200 Meilen langen Küste auch die Schienung gebrochener Knochen und Zahnextraktionen. Ihre außergewöhnlichen Leistungen brachten ihr eine Vielzahl von Ehrungen ein und beförderte den Bau neuer Krankenhäuser in Bonne Bay, Port Saunders und St. Anthony.

## Auszeichnungen
- 1935 – Georg V. Silver Jubilee Medal
- 1937 – Georg VI. Coronation Medal
- 1946 – Mitglied des Order of the British Empire
- 1953 – Elizabeth II. Coronation Medal
- 1967 – Ehrenmitgliedschaft in der Association for Registered Nurses of Newfoundland
- 1974 – Mitglied des Order of Canada
- 1974 – Ehrendoktorwürde der Memorial University of Newfoundland